# Áed Rúad
Áed Ruad (ou Áedh Ruadh), dans la mythologie celtique irlandaise est un roi d’Ulster et un Ard ri Erenn dont le nom signifie « Áed le rouge ». Selon Christian-Joseph Guyonvarc'h et Françoise Le Roux (in Les Druides - voir bibliographie), le patronyme irlandais Áed est étymologiquement apparenté au gaulois Aedui qui a donné son nom aux Éduens, il a le sens de « feu ».

## Mythologie
Fils de Badarn et petit-fils de Airgetmar, il règne alternativement avec ses cousins Díthorba (fils de Deman) et Cimbáeth (fils de Fintan), chacun d’eux assumant la souveraineté pendant une période de sept ans. Àed meurt avant la fin de son règne, noyé dans une cascade, maintenant connue sous le nom de Eas Ruaid (la « cascade rouge » - Assaroe, comté de Donegal). 
Sa fille Macha, surnommée Macha Mongruad (Macha la Rouge, à cause de la couleur de ses cheveux), réclame la royauté au nom de son père pour le temps restant à régner, ce qui lui est refusé par les deux autres rois. Ils sont battus par les armes et Díthorba est tué sur le champ de bataille. Macha épouse Cimbáeth et oblige les enfants de Cimbáeth à construire Emain Macha. Après la mort de son époux, elle règne seule sur l’Ulster.
Les sources diffèrent quant au fonctionnement de la rotation. Les règnes d'Aéd et de Díthorba manquent dans le Lebor Gabála Érenn - après que l'Ard ri Erenn précédent, Lugaid Laigdech, soit tué par Áed, un dinsenchas L'histoire de la fondation de Emain Macha est interpolée, suivie du règne de Cimbáeth, qui aurait succédé à Díthorba et régné pendant vingt-huit ans. L'histoire des dinsenchas raconte comment chacun des trois cousins a régné pendant sept ans à tour de rôle, et chacun a gouverné trois périodes de sept ans ; les Annales des quatre maîtres est d'accord, mais Geoffrey Keating leur donne à chacun un seul règne de vingt et un ans chacun, à l'exception de Cimbáeth, qui règles pour vingt. Le ' « Lebor Gabála » synchronise le règne de Cimbáeth avec celui d'Alexandre le Grand (336-323 av. J.-C.). La chronologie des « Foras Feasa ar Éirinn » de Keating date leurs règnes combinés de 530 à 469 av. J.-C., les « Annales des Quatre Maîtres » de 731 à 661 av. J.-C.

## Source
- (en) Cet article est partiellement ou en totalité issu de l’article de Wikipédia en anglais intitulé « Áed Rúad, Díthorba and Cimbáeth » (voir la liste des auteurs), édition du 31 mars 2012.